# Socialsemiotik
Socialsemiotik är ett ämnesområde som studerar hur människor kommunicerar i olika sociala situationer. Huvudfokus ligger på att studera vilka tecken (språk, gester, ljud, med mera) personer väljer att kommunicera med i möten med andra människor och institutioner för att uppnå specifika målsättningar, vilket betraktas i ljuset av maktstrukturer. Michael Halliday, med sin 1978 utgivna Language as Social Semiotic: The Social Interpretation of Language and Meaning, är en central gestalt inom ämnet. Semiotiken har uppkommit tillsammans med  strukturalismen, men medan den semiotiska strukturalismen söker interna förhållanden mellan betydelsebärande delar av ett studieobjekt, söker socialsemiotiken se hur studieobjektet använder tecken i sociala situationer.
Socialsemiotiken är både en teori och ett sätt att tolka ett objekt, exempelvis ett etnografiskt sådant. Socialsemiotiken antar att betydelse av ett uttryck uppkommer i interaktionen mellan människor snarare än att det uppkommer i dess egen, inre struktur, samt att makt skapar uttryckets betydelse snarare än att betydelsen skapar makt.
En viktig term inom socialsemiotiken är semiotisk resurs. Detta innefattar tal, skrift, bilder, gester, men också allt annat som kan sättas i en social eller kulturell kontext och som någon uttrycker eller visar fram i en given situation, som exempelvis kroppshållning och hur man går. Gång är könsbundet och kulturbundet, och samhällsinstitutioner som militär och kyrka har utvecklat normer för människors gång. Om ett uttryck som exempelvis gång börjar studeras socialsemiotiskt undersöks gångens semiotiska potential, det vill säga vilken och hur stark mening gången har i sammanhanget ifråga.